# Dennettia tripetala
Dennettia tripetala là loài thực vật có hoa thuộc họ Na. Loài này được Baker f. mô tả khoa học đầu tiên năm 1913.